# Foieni, Satu Mare
Foieni (maghiară Mezőfény, germană Fienen, Fiend, Fina, Fienenfeld) este satul de reședință al comunei cu același nume din județul Satu Mare, Transilvania, România.

## Obiective turistice
- Rezervația naturală “Dunele de nisip Foieni” (10 ha).